# Nagasaki
Nagasaki (Nhật: 長崎県 (Trường Kỳ huyện) Hepburn: Nagasaki-ken) là một tỉnh của Nhật Bản, nằm ở phía tây đảo Kyushu. Trung tâm hành chính là thành phố Nagasaki.

## Địa lý
Tỉnh Nagasaki nằm ở phía Tây Nam của Nhật Bản, thuộc phía Tây Bắc của vùng Kyushu, có lãnh thổ kéo dài 213 km theo hướng Đông Tây và 307 km theo hướng Bắc Nam. Tổng diện tích tỉnh Nagasaki là 4.105,47 km² (tính đến ngày 1 tháng 10 năm 2011). Tỉnh Nagasaki có địa hình kém bằng phẳng với núi đồi nhấp nhô khắp nơi và đường bờ biển dài đến 4.184 km (tính đến ngày 31 tháng 3 năm 2012), được tạo thành từ nhiều bán đảo, mũi đất và vịnh. Đây là đường bờ biển dài thứ hai ở Nhật Bản, chỉ sau tỉnh Hokkaido.
Thuộc phía Đông tỉnh Nagasaki là bán đảo Shimabara. Bán đảo này nằm ở phía đối diện với tỉnh Fukuoka tỉnh Kumamoto thông qua biển Ariake. Phía Nam tỉnh Nagasaki là bán đảo Nagasaki vọng ra biển Amakusa Nada, quần đảo Goto trên biển phía Tây, đảo Iki và đảo Tsushima trên vùng biển phía Tây Bắc và Hàn Quốc nằm ở bên kia eo biển phía Tây.
Tỉnh Nagasaki có các dãy núi chính là dãy núi Unzen, dãy núi Tara và dãy núi Kunimi. Trong đó, Tara và Kunimi là 2 dãy núi phân vùng khí hậu giữa tỉnh Nagasaki và với tỉnh Saga. Tất cả các thành phố thuộc tỉnh Nagasaki đều giáp biển, cũng như tất cả sông ngòi đều đổ thẳng ra biển. Vì vậy, ở Nagasaki không có sông lớn. Một số sông chính có thể kể đến là sông Honmyo, sông Saza, sông Ainoura và sông Kawatana.

## Lịch sử
Tỉnh Nagasaki đóng một vai trò quan trọng trong lịch sử Nhật Bản. Từng có rất nhiều sự kiện lịch sử quan trọng đã diễn ra tại đây. Từ việc là tuyến đầu phòng thủ trong Cuộc xâm lược của Mông Cổ vào cuối những năm 1200, cho đến thời kỳ đàn áp Cơ đốc nhân trong suốt Thời kỳ Edo (1603 – 1868), và sau đó là hiện trường của vụ đánh bom nguyên tử vào thành phố Nagasaki năm 1945. Nhiều di tích lịch sử vẫn được bảo tồn cho đến ngày nay, và mỗi nơi lại có một câu chuyện hấp dẫn riêng để chia sẻ với tất cả du khách. Cho dù bạn là một người yêu thích lịch sử, hay chỉ là một khách du lịch thích khám phá tỉnh Nagasaki, những câu chuyện lịch sử từ các di tích này sẽ không làm bạn thất vọng.
Từ thế kỷ 2 – thể kỷ 3
Đảo Iki và đảo Tsushima thuộc địa phận tỉnh Nagasaki từng được nhắc đến trong sử liệu "Tam Quốc Chí" như là những vương quốc lâu đời nhất của Nhật Bản có qua lại với Trung Quốc.
Thế kỷ 13
Vào cuối những năm 1200, Đế chế Mông Cổ do Hốt Tất Liệt lãnh đạo đã chinh phạt các quốc gia như Trung Quốc và Triều Tiên. Và Nhật Bản là mục tiêu tiếp theo trong danh sách xâm lược của đội quân này. Các cuộc xâm lược của người Mông Cổ vào Nhật Bản bắt đầu vào năm 1274 khi người Mông Cổ gửi khoảng 900 tàu đến đảo Iki và Tsushima. Mặc dù đông hơn về quân số, các Samurai trên đảo Tsushima và Iki đã bị lực lượng của Mông Cổ đánh bại sau trận chiến đầy cam go.
Từ thế kỷ 16 – thế kỷ 18
Trong Thời đại Khám phá, nền văn minh phương Tây du nhập mạnh mẽ vào Nhật Bản. Làn sóng văn hóa này bắt đầu vào năm 1550, khi con tàu Bồ Đào Nha đầu tiên đến thăm Nhật Bản và cập cảng thành phố Hirado. Từ đó, người dân Nagasaki đã có cơ hội tiếp xúc với người châu Âu. Các nhà truyền giáo từ Tây Ban Nha và Bồ Đào Nha đến Nagasaki với hi vọng truyền bá đạo Cơ đốc, và khu vực này trở thành một trong những trung tâm chính của công cuộc truyền giáo này. Một Daimyo (cách gọi một Lãnh chúa thời phong kiến) ở Omura đã trở thành Daimyo Cơ đốc giáo đầu tiên của Nhật Bản, và cử bốn thanh niên Nhật Bản làm đại sứ đến thăm Giáo hoàng vào năm 1582. Về sau, nhiều nhà thờ được xây dựng ở Nagasaki và văn hóa Cơ đốc giáo ở đây phát triển mạnh mẽ đến mức thành phố Nagasaki có biệt danh là "Little Rome".
Tuy nhiên, vào năm 1587, Daimyo quyền lực nhất của Nhật Bản – Hideyoshi Toyotomi – lo sợ rằng Nhật Bản sẽ bị đô hộ nên đã ban hành sắc lệnh trục xuất những người truyền giáo. Năm 1597, 26 người theo đạo Thiên chúa bao gồm người Tây Ban Nha, người Ý và người Nhật đã bị bắt giữ tại Kyoto và Osaka, sau đó bị buộc phải đi bộ đến Nagasaki để bị đóng đinh tại Đồi Nishizaka. Các vị tử đạo sau đó đã được phong chân phước vào năm 1627, và được Giáo hoàng phong thánh năm 1862.
Trong khi đó, thành phố Hirado phát triển mạnh mẽ nhờ giao thương với người Hà Lan và người Anh. William Adams (Miura Anjin), được gọi là Samurai người Anh đầu tiên, đến Nhật Bản năm 1600 trên một con tàu Hà Lan, sau đó thành lập Công ty Đông Ấn Hà Lan vào năm 1609 cũng như Công ty Đông Ấn của Anh vào năm 1613.
Tuy nhiên, lệnh cấm đạo do Toyotomi khởi xướng đã sớm được mở rộng, và tất cả các nhà thờ đều bị phá hủy. Để thay thế, nhiều ngôi đền Nhật Bản đã được xây dựng ở một phần của trung tâm thành phố Nagasaki – nơi sau này được đặt tên là "Tera-machi", tức "Phố đền". Một số lượng lớn các nhà truyền giáo và Cơ đốc nhân Nhật Bản đã tử vì đạo, bao gồm cả các nhà truyền giáo người Pháp và Philippines bị hành quyết tại Đồi Nishizaka, và nhiều giáo dân Nhật Bản bị giết tại địa danh "Địa ngục Unzen". Tại lâu đài Hara nơi có nhiều Cơ đốc nhân sinh sống, khoảng 37.000 nông dân đã bỏ mạng trong cuộc nổi dậy được gọi là "Kháng chiến Shimabara".
Cuối cùng, vào những năm 1630, Shogun đời thứ ba của Mạc phủ Tokugawa đã ban hành một loạt sắc lệnh và bắt đầu chính sách "Sakoku" để cô lập quốc gia. Theo chính sách này, người Nhật không được phép rời khỏi đất nước và mọi hoạt động buôn bán với nước ngoài đều bị nghiêm cấm, ngoại trừ tại một địa điểm duy nhất là một hòn đảo nhân tạo ở Cảng Nagasaki có tên là "Dejima". Hòn đảo nhân tạo này là nơi đặt trụ sở thương mại của Công ty Đông Ấn Hà Lan.
Trong 214 năm tiếp theo, Nagasaki trở thành nơi duy nhất ở phía Tây Nhật Bản mở cửa giao thương với nước ngoài và là trung tâm giao lưu quốc tế của cả nước. Nhiều loại hàng hóa khác nhau bao gồm đồ sứ và các mặt hàng văn hóa độc đáo khác của Nhật Bản khác đã được xuất khẩu từ Nagasaki. Trong khi đó, những người trẻ tuổi đầy tham vọng và các Samurai từ mọi miền của Nhật Bản cũng kéo nhau đến Nagasaki để lĩnh hội các kiến thức mới trong lĩnh vực y học, thiên văn học và hóa học, đặt nền tảng cho quá trình hiện đại hóa Nagasaki nói riêng và Nhật Bản nói chung.
Mặt khác, từ cuối thế kỷ 16, Nhật Bản thực hiện chính sách gọi là "Chu Ấn Trạng" (Shuinjo –朱印状). Đây một loại giấy thông hành có đóng con dấu màu đỏ, cho phép các con tàu của Nhật Bản giao thương với các nước khác. Những con thuyền được cấp con dấu này được gọi là "Chu Ấn Thuyền" (Shuinsen – 朱印船). Từ đó, hình thức giao thương bằng các Chu Ấn Thuyền (Shuinsen Boeki – 朱印船貿易) ngày càng trở nên phổ biến. Ban đầu, có khá nhiều cảng ở Nhật Bản là cứ điểm của các chuyến buôn bán này, tuy nhiên vào thế kỷ 17, mọi hoạt động chính yếu chỉ còn đổ dồn về cảng Nagasaki. Các thương nhân Nhật Bản khởi hành từ Nagasaki và tỏa ra khắp các nước Đông Nam Á. Tại đây, họ buôn bán, trao đổi hàng hóa với người dân địa phương và dần dần hình thành nên các khu phố Nhật Bản ở những nơi này.
Và Hội An – đương thời được cai quản bởi Chúa Nguyễn – cũng là một trong những "khu phố Nhật" thời bấy giờ. Tương truyền vào thời kỳ cực thịnh, có khoảng trên 1.000 cư dân Nhật Bản sinh sống tại đây. Trong số các thương nhân Nhật Bản đến Hội An khi ấy có ông Sotaro Araki, vốn được Chúa Thượng Nguyễn Phúc Nguyên trọng dụng và đã được ngài gả con gái nuôi là Công nữ Ngọc Hoa cho ông vào năm 1619. Ông cùng vợ trở về Nagasaki trong một lễ rước dâu xa hoa và lộng lẫy đến mức cho đến ngày nay, người ta vẫn tái hiện khung cảnh ấy khi múa điệu rước lễ trong lễ hội truyền thống địa phương có tên gọi "Nagasaki Kunchi".
Sau khi qua đời, Sotaro Araki và Công Nữ Ngọc Hoa được chôn cất tại chùa Daionji ở thành phố Nagasaki. Mộ phần của đôi vợ chồng Việt – Nhật đã được chính quyền thành phố Nagasaki chỉ định là Di tích lịch sử và được bảo tồn cẩn thận cho đến ngày nay.
Năm 1792, núi lửa Unzen (nằm ở bán đảo Shimabara) phun trào đã gây ra một vụ lở đất gần ngọn núi Mayuyama. Trận lở đất đã quét qua khu dân cư trước khi nó đến biển Ariake, sau đó gây ra một trận sóng thần kinh hoàng khiến khoảng 15.000 người thiệt mạng. Đây là một trong những thảm họa núi lửa chết chóc nhất được ghi nhận ở Nhật Bản. Cho đến ngày nay, vết tích của trận lở đất vẫn còn có thể nhìn thấy trên núi Mayuyama.
Từ thế kỷ 19 – thế kỷ 20
Mặc dù Nagasaki kết thúc vai trò của một cảng thương mại duy nhất của Nhật Bản khi đất nước mở cửa giao thương trở lại với thế giới vào năm 1853, nhưng nơi đây vẫn được xem như điểm khởi đầu của công cuộc hiện đại hóa Nhật Bản. Kể từ khi Nagasaki được mở cửa tự do thương mại trở lại, các thương gia thuộc nhiều quốc tịch khác nhau như Hà Lan, Anh, Pháp, Đức, Mỹ, Ý, Tây Ban Nha, Nga, Bồ Đào Nha, Thụy Điển và Thụy Sĩ đã đổ xô đến đây và ra sức giao lưu với người dân bản địa. Nếu người Nhật Bản yêu thích nền công nghiệp và văn hóa Tây phương thì những người ngoại quốc cũng đem lòng yêu mến mảnh đất Nagasaki. 

Bức tượng hòa bình trong công viên hòa bình Nagasaki

Sự lãng mạn của thời gian này đã được Puccini mô tả trong vở opera "Madame Butterfly". Các thương nhân thành đạt đã cho xây dựng các dinh thự theo phong cách phương Tây, và một số chúng vẫn được bảo tồn cho đến ngày nay với nguyên vẹn vẻ lãng mạn của thế kỷ 19. Trong đó có thể kể đến dinh thự sân vườn Glover Garden, được đặt theo tên của Thomas Glover, một thương gia lừng lẫy người Scotland. Ông đã phát triển nhiều loại hình kinh doanh khác nhau, từ đóng tàu với sự hợp tác của Mitsubishi và khai thác than trên các hòn đảo gần Cảng Nagasaki. Hòn đảo Takashima – nơi khai thác than của Glover, cùng với hòn đảo khai thác than Hashima do Mitsubishi điều hành (còn được gọi là Gunkan-jima hoặc Đảo Chiến hạm), và các đảo khác xung quanh Cảng Nagasaki đều đóng vai trò quan trọng trong việc thúc đẩy quá trình công nghiệp hóa của Nhật Bản.
Thương gia Glover cũng ủng hộ Cải cách Minh Trị bằng cách bán vũ khí cho các Samurai trẻ cũng như giúp họ đi du học. Một trong số họ sau đó đã trở thành thủ tướng đầu tiên của Nhật Bản sau khi thời đại Samurai kết thúc. Dinh thự của Glover là công trình lâu đời nhất về kiến trúc gỗ kiểu phương Tây hiện còn sót lại ở Nhật Bản. Khu vực Unzen cũng trở thành một trong những khu nghỉ mát phổ biến nhất trong các nước Đông Á mà các du khách người phương Tây thường tìm đến vào thời điểm đó, trong đó có nữ văn sỹ người Mỹ Pearl S. Buck và Helen Adams Keller.
Vào ngày 9 tháng 8 năm 1945, khi Chiến tranh thế giới thứ hai sắp kết thúc, Nagasaki trở thành mục tiêu thứ hai và cũng là mục tiêu cuối cùng của vụ ném bom nguyên tử khiến 73.884 người thiệt mạng và 74.909 người khác bị thương. Người dân Nagasaki đã đoàn kết để khôi phục thành phố và hệ sinh thái xung quanh. Ngày nay, thành phố xinh đẹp này đã được công nhận là một trong những nơi có cảnh đêm đẹp nhất thế giới.
Ngày nay, Bảo tàng Bom nguyên tử Nagasaki cùng với Công viên Hòa bình, Công viên Hypocenter và Nhà tưởng niệm Hòa bình Quốc gia Nagasaki là một số địa điểm quan trọng nhất trong thành phố giúp mọi người tìm hiểu về sự kiện bi thảm của vụ đánh bom nguyên tử, đồng thời thể hiện mong ước về một thế giới không còn vũ khí hạt nhân. Ngoài Bức tượng Hòa bình đã trở thành biểu tượng, trong Công viên Hòa bình còn có rất nhiều các tác phẩm nghệ thuật khác do các quốc gia trên thế giới quyên tặng để ủng hộ lời cầu nguyện cho hòa bình của Nagasaki.
Trong suốt chiều dài lịch sử của mình, Nagasaki đã trải qua nhiều sự kiện lịch sử trọng đại như là tuyến đầu phòng thủ của Nhật Bản; là nơi đón nhận sự giao thoa giữa các nền văn hóa và công nghệ hiện đại; hay sự hồi phục kỳ diệu sau một loạt các sự kiện bi thảm. Không quá lời khi nói rằng mỗi địa điểm trong tỉnh đều có một câu chuyện hấp dẫn để kể lại. Người dân Nagasaki cũng nổi tiếng là thân thiện, luôn tiếp đón các du khách đến đây bằng lòng hiếu khách cùng tinh thần hào sảng khi nhắc đến nền văn hóa, lịch sử và nền ẩm thực của họ.

## Hành chính
Tỉnh Nagasaki có 13 thành phồ, 4 quận và 10 thị trấn.

Các thành phố
- Gotō
- Hirado
- Iki
- Isahaya
- Matsuura
- Minamishimabara
- Nagasaki (thủ phủ)
- Ōmura
- Saikai
- Sasebo
- Shimabara
- Tsushima
- Unzen

## Kinh tế
Cảng Nagasaki là nơi buôn bán sầm uất và là một cảng trọng yếu của Nhật Bản.

## Văn hóa

### Các Tài sản văn hóa dân gian phi vật thể quan trọng

#### Lễ hội Nagasaki Kunchi (長崎くんち)[3]

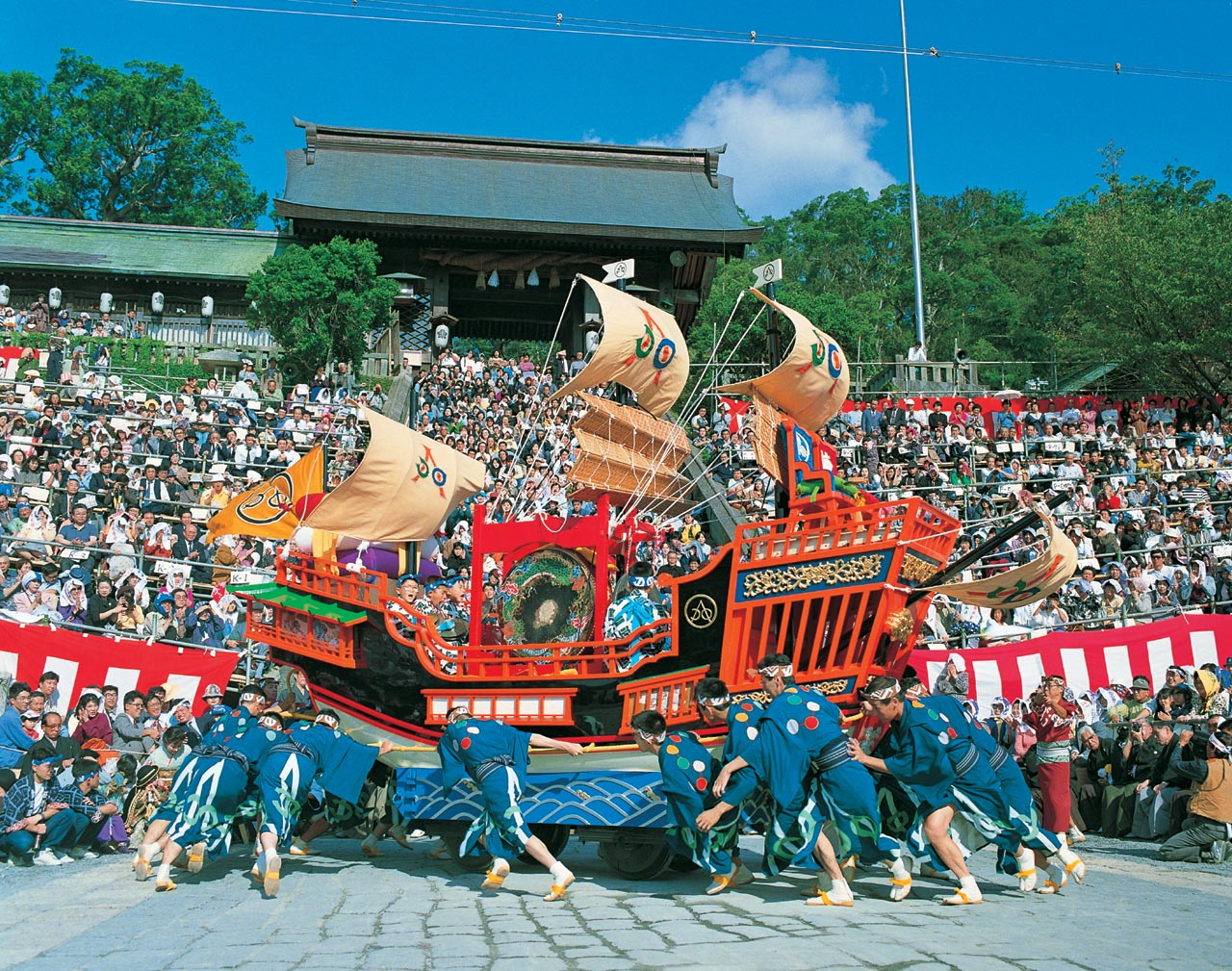
Khung cảnh rước Chu Ấn Thuyền trong lễ hội Nagasaki Kunchi.

Nagasaki Kunchi là một lễ hội truyền thống thường niên của ngôi đền Suwa ở thành phố Nagasaki, tỉnh Nagasaki. Lễ hội này được tổ chức trong 3 ngày, kéo dài từ ngày 7 đến ngày 9 tháng 10 hằng năm. Năm 1979, tỉnh Nagasaki đón nhận danh hiệu "Tài sản văn hóa dân gian phi vật thể quan trọng của quốc gia" đầu tiên dành cho nghi thức rước lễ có tên gọi "Nagasaki Kunchi no Hono-odori (長崎くんちの奉納踊)", vốn được xem là tiết mục đặc sắc nhất không thể bỏ qua của lễ hội truyền thống này.
Lễ hội Nagasaki Kunchi mang nhiều nét tương đồng không chỉ với những lễ hội đến từ các quốc gia thuộc nền "Văn hóa Tóc đỏ" như Bồ Đào Nha và Hà Lan, mà còn chịu ảnh hưởng từ các nước Trung Quốc và Việt Nam. Sự giao thoa văn hóa này thể hiện qua các điệu Múa Rồng (Ja odori – 龍踊), Lễ rước cá ông (Kujira no Shiofuki – 鯨の潮吹き), Lễ tung kiệu trống "Taikoyama/Kokkodesho" – 太鼓山 (コッコデショ), hài kịch Oranda Manzai (阿蘭陀万才) hay Lễ rước Chu Ấn Thuyền (Go-shuinsen –御朱印船). Trong đó, tâm điểm của lễ hội – nghi thức "Hono-odori" – lại mang ảnh hưởng của cố đô Kyoto và vùng Sakai qua các lọng che rực rỡ hay các cỗ xe kéo và kiệu rước hoành tráng.
Mối lương duyên giữa Việt Nam và Nhật Bản từng được đề cập trong diễn văn của Nguyên Chủ tịch nước Trương Tấn Sang khi ông tham dự Quốc yến của nhà vua nhật bản Akihito được tổ chức tại Tokyo vào ngày 14 tháng 3 năm 2014. Nguyên văn như sau: "Tại đô thị cổ Hội An của Việt Nam, dấu ấn của những thương nhân Nhật Bản vượt biển bằng thuyền đến giao thương cách đây hơn 400 năm vẫn còn hiện diện qua nhiều di tích như cây cầu Nhật Bản, khu mộ người Nhật Bản... Mối nhân duyên giữa một nàng công chúa Việt Nam với thương nhân Sô-ta-rô A-ra-ki trong thời kỳ này cho đến ngày nay vẫn tiếp tục được tái hiện qua lễ hội Cưn-chi tại tỉnh Na-ga-sa-ki." Điều này càng làm củng cố mối quan hệ hữu nghị giữa Việt Nam và Nhật Bản, vốn khởi đầu từ giai thoại về Công Nữ Ngọc Hoa và thương nhân người Nhật Bản Sotaro Araki thời xa xưa.

### Nghề thủ công truyền thống

#### Đồ gốm sứ
Nagasaki là quê hương của 2 thương hiệu gốm sứ Hasami và Hirado đã có tuổi đời lên đến hàng trăm năm. Từ vật dụng bàn ăn thường ngày cho đến mặt hàng quà biếu cao cấp, tuy mỗi mặt hàng có lịch sử phát triển khác nhau nhưng tựu trung, những tinh hoa kỹ thuật vẫn tiếp tục được kế thừa cho đến ngày nay qua những món đồ gốm tuyệt hảo phù hợp với lối sống hiện đại.

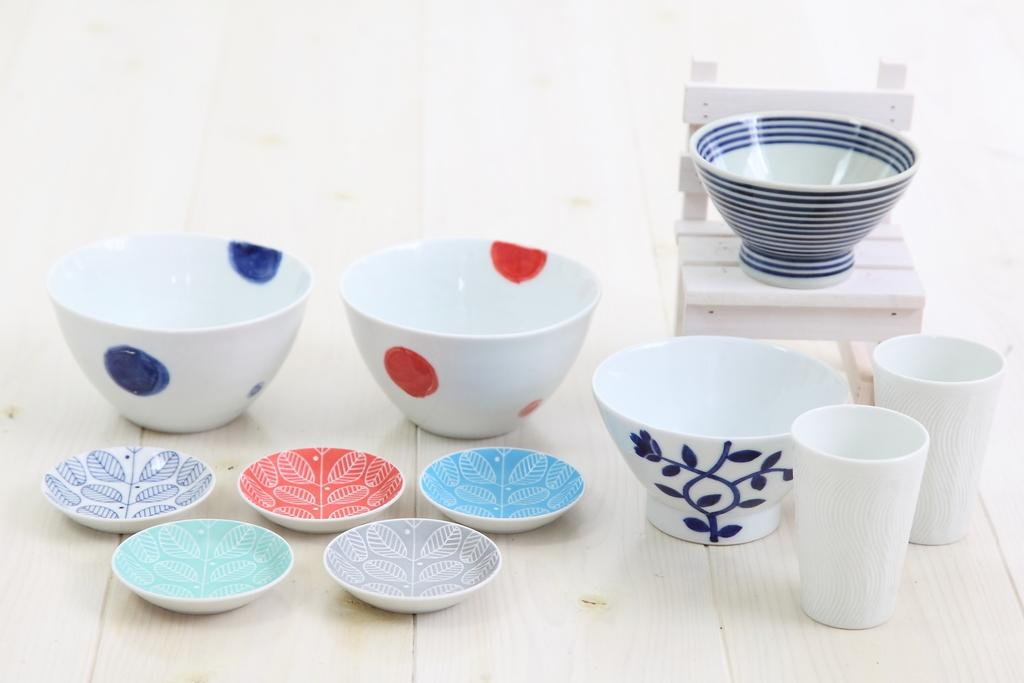
Đồ gốm Hasami

#### Đồ gốm Hasami
Gốm Hasami đã có khoảng 400 năm hình thành và phát triển. Người ta cho rằng, gốm Hasami xuất hiện lần đầu tiên vào năm 1599, khi các lò nung được dựng nên tại 3 khu vực thuộc thị trấn Hasami. Chén gốm "Kurawanka" ra đời vào thời Edo với lớp màu nhuộm đơn giản nhưng lại có độ bền cao và khó nứt vỡ đã xóa bỏ định kiến "gốm sứ là đồ cao cấp khó có thể sở hữu" của người Nhật thời bấy giờ, từ đó trở thành vật dụng bàn ăn thường ngày đóng vai trò quan trọng trong văn hóa ẩm thực của người bình dân. Cho đến ngày nay, Hasami vẫn tiếp tục cho ra đời các mẫu gốm sứ hiện đại, mới lạ với giá cả hợp lý.

#### Đồ gốm Hirado
Người ta kể rằng khởi nguồn của làng gốm Hirado là khi lãnh chúa của Shigenobu Matsura của phiên Hirado đã cho vận hành một lò nung ngay tại địa phương vào năm 1598. Sau đó, nhằm tìm kiếm các nguyên liệu hảo hạng hơn, ông tiếp tục đi xa hơn về phía đông và chính thức dừng cuộc hành trình vào năm 1637 tại thị trấn Mikawachi ngày nay, sau đó lập nên các lò nung dành riêng cho gốm Hirado. Kể từ khi đi vào hoạt động, các lò gốm Hirado luôn đòi hỏi những người thợ phải có tay nghề cao, từ đó cho ra đời nhiều mẫu mã đa dạng, từ vật dụng bàn ăn dành cho tầng lớp bình dân cho đến cống phẩm dâng lên triều đình và Mạc phủ. Gốm Hirado nổi tiếng là những sản phẩm gốm sứ độc đáo mà không có nơi nào sản xuất ra được, thể hiện ở những nét cọ tỉ mỉ, tinh tế hay lớp phủ trong suốt của loại sứ thấu quang đặc trưng thời Minh Trị.

#### Thủ công mỹ nghệ Nagasaki
Tỉnh Nagasaki có những ngành nghề thủ công truyền thống được lưu truyền từ xa xưa. Vốn là cửa ngõ giao thương với thế giới nên ở Nagasaki hình thành nên một nền văn hóa phồn thịnh và đa màu sắc, từ đó góp phần mài giũa các kỹ năng thủ công mỹ nghệ độc đáo làm nên tên tuổi của địa phương.

#### Búp bê Koga
Búp bê Koga là một trong 3 loại búp bê đất sét nổi tiếng nhất ở Nhật Bản đã có tuổi đời hơn 400 năm. Búp bê Koga bắt đầu xuất hiện vào năm 1592 và mang dáng dấp của nhiều yếu tổ ngoại quốc đặc trưng của một địa phương mở cửa giao thương với nước ngoài, từ cách phối màu tươi sáng, rực rỡ cho đến cách thiết kế nhân vật, chẳng hạn như nhân vật "Acha-san" (cách gọi người Trung Quốc theo tiếng địa phương) hay quý bà trong trang phục Tây phương. Có khoảng 90 loại búp bê Koga khác nhau với kỹ thuật và mẫu mã vẫn được gìn giữ nguyên vẹn kể từ thời Edo. Hiện tại, nghệ nhân Kenichi Ogawa – hậu duệ thứ 19 của gia tộc – là người duy nhất kế thừa và tiếp tục ngành nghề chế tạo búp bê Koga truyền thống này. Từ công đoạn nhào nặn đất sét để tạo hình cho đến khi bỏ vào lò nung và lên màu đều được ông thực hiện hoàn toàn bằng phương pháp thủ công một cách tỉ mỉ.

#### Con quay Sasebo
Con quay của thành phố Sasebo, tỉnh Nagasaki có đặc trưng là hình dáng củ kiệu mềm mại cùng màu sắc nổi bật hiếm, là sản phẩm nổi tiếng toàn Nhật Bản. Hình dạng con quay được cho là du nhập vào Nagasaki từ các nước phía Nam, cùng với việc sử dụng 5 màu sắc xanh lam/xanh lá cây, đỏ, vàng, trắng (màu của nguyên liệu gốc) và đen cũng được cho là áp dụng thuyết Ngũ hành của Trung Quốc. Cách chơi cũng vô cùng đơn giản. Người chơi sẽ điều khiển con quay của mình và cố gắng đánh bại đối thủ bằng cách giật sợi dây được buộc vào chiếc kim nhọn ở đuôi.

## Giáo dục

### Một số trường đại học ở Nagasaki
- Đại học Nagasaki - Nagasaki University
- Đại học Tỉnh lập Nagasaki - Nakasaki Prefectural Public University
- Đại học nữ Kassui - Kassui Women's University
- Đại học Nagasaki Wesleyan - Nagasaki Wesleyan University
- Đại học Ngoại ngữ Nagasaki - Nagasaki University of Foreign Studies
- Đại học Quốc tế Nagasaki - Nagasaki International University
- Đại học Khoa học tổng hợp Nagasaki - Nagasaki Institute of Applied Science
- Cao đẳng sơ cấp Nagasaki - Nagasaki Junior College
- Đại học Công giáo Nagasaki Junshin - Nagasaki Junshin Catholic University

### Các ngành đào tạo
Tại Nagasaki đào tạo đa dạng từ khối ngành Tự nhiên với các môn như Y học nhiệt đới châu Á hay Hóa học, Kĩ thuật, cho đến khối ngành Xã hội với các môn như Ngôn ngữ học, Lịch sử, Kinh tế và Giáo dục.
- Lĩnh vực khoa học xã hội gồm có: Ngôn ngữ học, khoa học xã hội, xã hội học, giáo dục và đào tạo giáo viên.
- Lĩnh vực khoa học tự nhiên gồm có: Kỹ thuật công nghệ, Thủy sản, y tế và bảo hiểm.
- Lĩnh vực tổng hợp của khoa học xã hội và tự nhiên gồm có: Đời sống sinh hoạt, các môn nghệ thuật và tổng hợp các môn về kỹ nghệ. Ngoài ra, hiện nay còn có các khóa học tiếng Nhật đặc biệt dành cho sinh viên quốc tế (tức lớp học tiếng Nhật từ cơ bản đến nâng cao).

Ngoài ra, Trung tâm hỗ trợ du học sinh ở Nagasaki (Nagasaki International Student Support Center) sẽ giới thiệu các trường đại học trong tỉnh và hỗ trợ cuộc sống của bạn, do đó bạn có thể hoàn toàn an tâm khi đến du học nơi này.

## Thể thao
Nagasaki thường chơi bóng đá và tennis rất nhiều

## Du lịch

Cảnh đêm Nagasaki

Tỉnh Nagasaki nằm ở phía Tây Bắc của Kyushu –  vùng địa lý thuộc phần cực tây của Nhật Bản, cách Tokyo khoảng 2 giờ di chuyển bằng máy bay. Với ba mặt đều giáp biển nên tỉnh Nagasaki có hệ sinh thái vô cùng phong phú với nhiều hòn đảo và bán đảo tuyệt đẹp. Đây cũng là địa phương sở hữu nhiều hòn đảo nhất ở Nhật Bản với số lượng lên đến 594 đảo, bao gồm quần đảo Goto, quần đảo Iki và đảo Tsushima. Không chỉ được bao quanh bởi làn nước biển trong vắt, những hòn đảo xinh đẹp này còn mang đậm dấu ấn lịch sử với cảnh vật thiên nhiên trù phú, nguồn tài nguyên hải sản đa dạng và nhiều địa danh du lịch hấp dẫn.
Để đến được quần đảo Goto, quần đảo Iki và đảo Tsushima, bạn có thể đi thuyền từ cảng Nagasaki, cảng Sasebo và cảng Hakata (tỉnh Fukuoka), hoặc cũng có thể đi bằng máy bay từ sân bay Nagasaki hoặc sân bay Fukuoka tùy theo khu vực. Việc di chuyển đến các đảo này khá tiện lợi vì lịch vận hành của các chuyến tàu và chuyến bay được thiết kế khá dày đặc trong điều kiện thời tiết tốt.

### Các Di sản Văn hóa ở Nagasaki

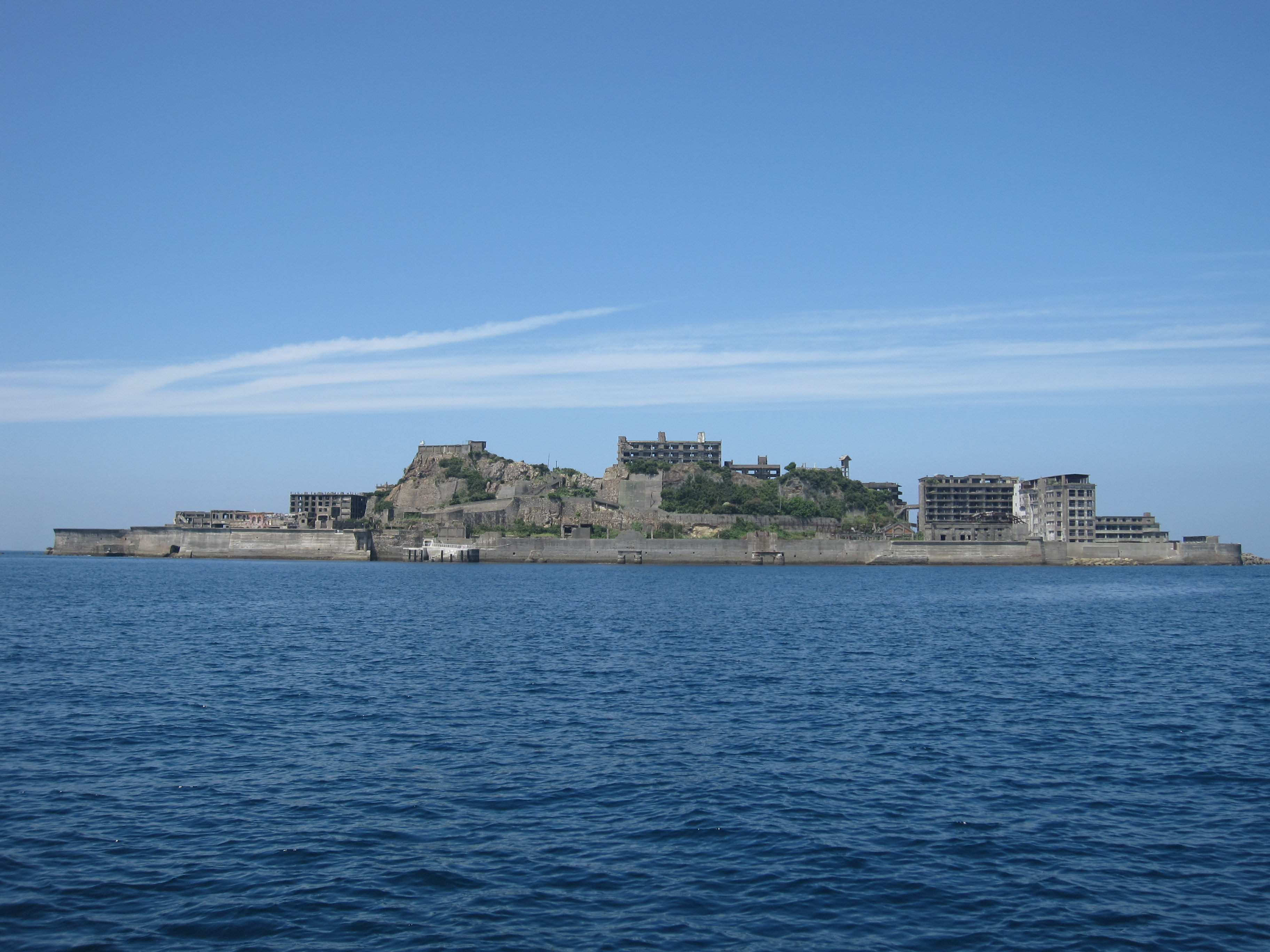
Đảo "chiến hạm" Gunkajima

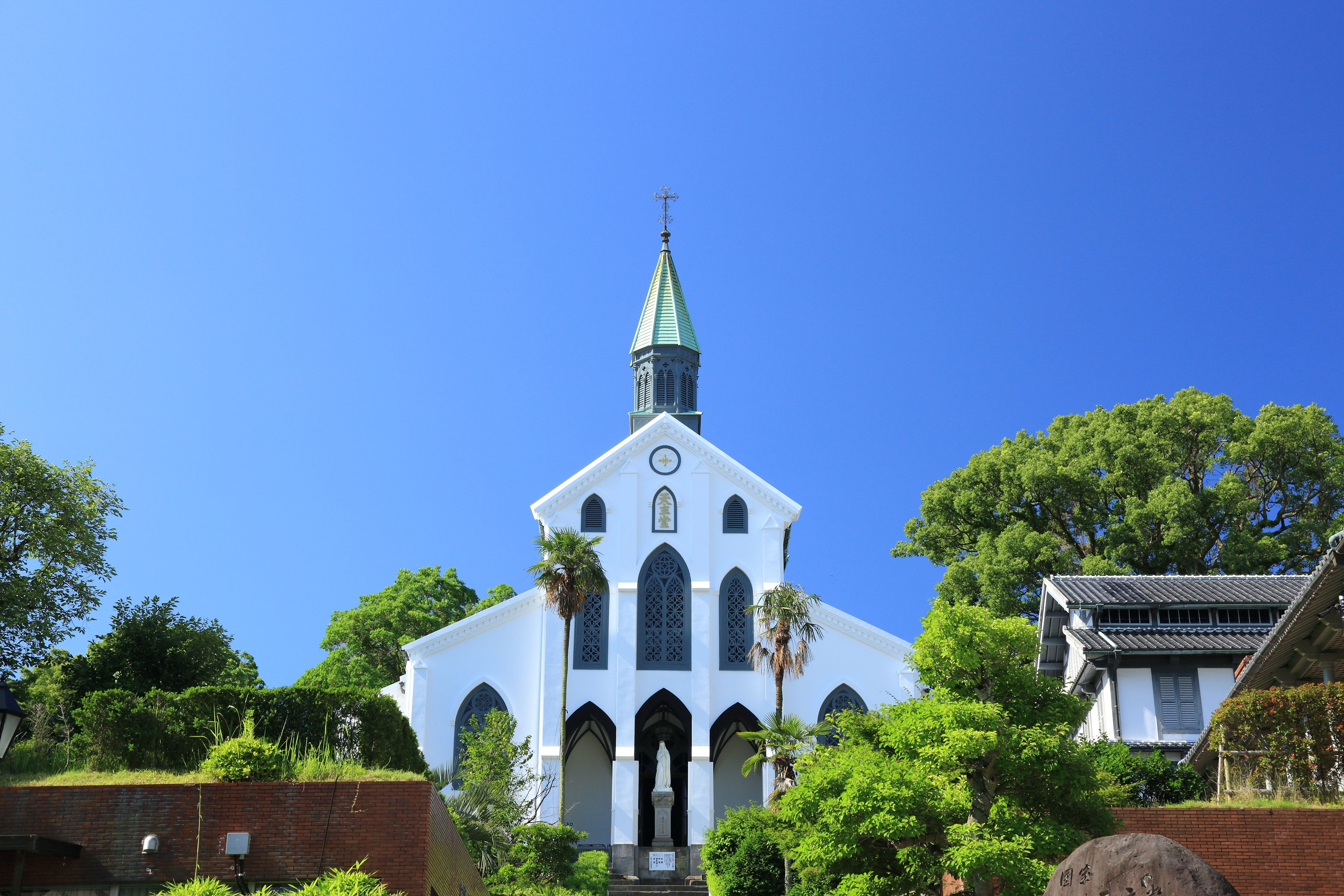
Nhà thờ chính tòa Oura là kiến trúc Thiên chúa giáo cổ nhất Nhật Bản.

Tỉnh Nagasaki có 2 địa danh được công nhận là Di sản văn hóa Thế giới, cùng với các di tích cấu thành nằm rải rác đó đây.

#### Các nhà thờ và địa điểm Cơ đốc giáo tại Nagasaki
Kitô giáo ở Nhật Bản đã có lịch sử hơn 450 năm. Nhóm di tích này được đăng ký là Di sản Văn hóa Thế giới vào năm 2018, là một minh chứng quý giá về quá trình hình thành và truyền bá của Kitô giáo tại Nhật Bản.

#### Các địa điểm của Cải cách Công nghiệp Minh Trị tại Nhật Bản: Sắt thép, Đóng tàu và Khai mỏ
Tỉnh Nagasaki – nơi tiếp xúc duy nhất với phương Tây – đã nhanh chóng tiếp nhận công nghệ từ nước ngoài và áp dụng vào công cuộc hiện đại hóa Nhật Bản. Có tất cả 8 địa điểm (trong đó có cả những địa điểm du lịch nổi tiếng như đảo Chiến hạm – Gunkan-jima) đã được đăng ký là Di sản Văn hóa Thế giới vào năm 2015 với tư cách là các di sản cấu thành của "Di sản Cải cách Công nghiệp Minh Trị tại Nhật Bản: Sắt thép, Đóng tàu và Khai mỏ".

### Đặc trưng của các khu vực trọng yếu trong tỉnh

#### Thành phố Nagasaki – nơi có nền văn hóa "Wakaran" đặc thù
Ngay cả trong thời kỳ bế quan tỏa cảng, Nagasaki vẫn luôn nuôi dưỡng nền văn hóa độc đáo chịu ảnh hưởng của cả phương Tây và Trung Quốc gọi là "Wakaran" (和華蘭). Trong đó, "和 – Wa" (Hòa) là Nhật Bản, "華 – Ka" (Hoa) là Trung Hoa, và "蘭 – Ran" (Lan) là Hà Lan. Tóm lại, văn hóa Wakaran là sự pha trộn giữa Nhật Bản, Trung Quốc và Hà Lan, cho đến hiện nay vẫn còn hiện diện rõ rệt trong cuộc sống hằng ngày, thể hiện qua kiến trúc, ẩm thực cho đến lễ hội địa phương. Trong đó có thể kể đến sự kiện thường niên trọng yếu được tổ chức vào mùa đông –  "Lễ hội lồng đèn Nagasaki" – vốn được cho là bắt nguồn từ lễ hội đón năm mới của Trung Quốc, hay lễ hội mùa thu truyền thống đã có 380 năm tuổi – "Nagasaki Kunchi". Những lễ hội này đều mang màu sắc của sự giao thoa văn hóa, góp phần làm nên chất riêng khó có thể lẫn vào đâu của Nagasaki.
Ngoài ra, Nagasaki cùng với Hồng Kông và Monaco là 3 địa phương được công nhận là những nơi có cảnh đẹp lộng lẫy nhất thế giới, làm nên tên tuổi của "Thế giới Tân Tam đại dạ cảnh" nức tiếng khắp năm châu.
Khu vực gồm có cảng Nagasaki nằm ở trung tâm với xung quanh là các ngọn núi bao bọc còn có tên gọi mỹ miều khác là "Vịnh Cánh Hạc". Đây còn là nơi tập trung các địa danh du lịch nổi tiếng bởi cảnh đêm lộng lẫy như núi Inasa, núi Nabekanmuri, núi Kazagashira hay vườn Glover vốn được rất nhiều du khách yêu thích.

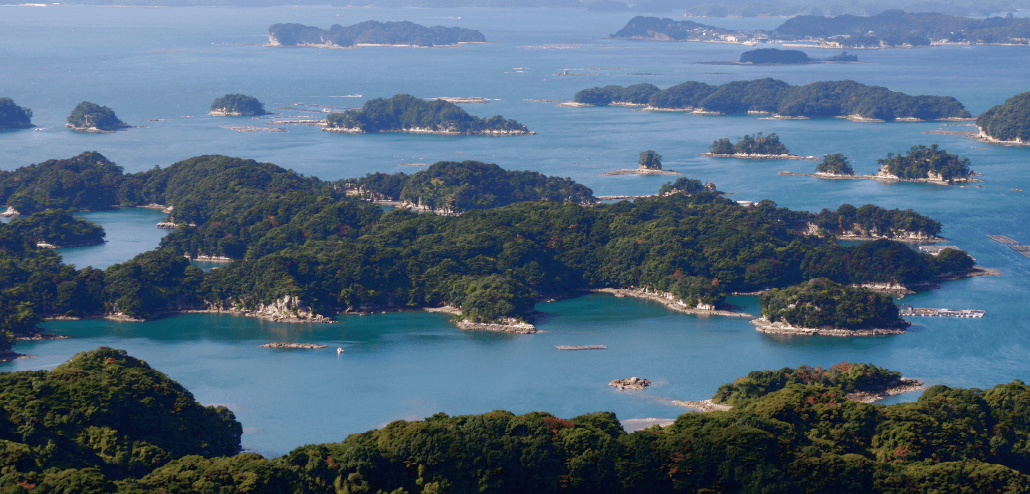
Rặng đảo Kujuku

#### Sasebo – Thành phố đảo xinh đẹp mang hơi thở của nền văn hóa Hoa Kỳ
Sasebo là một thành phố cảng mang không khí của nền văn hóa nước ngoài với những khu căn cứ quân sự của Hoa Kỳ. Trong phạm vi 25 km về phía Bắc từ cảng Sasebo có đến 208 hòn đảo nằm rải rác khắp nơi, tạo thành một quần đảo gọi là "Kujuku-shima" với "Kujuku – 九十九" có nghĩa là "99", mang hàm ý chỉ số lượng rất nhiều trong tiếng Nhật. Bạn có thể tham quan quần đảo này bằng du thuyền và cảm nhận vẻ đẹp hùng vĩ của thiên nhiên nơi đây. Đặc sản địa phương của thành phố Sasebo không gì khác ngoài ẩm thực Mỹ! Bạn có thể tìm thấy những chiếc bánh hamburger khổng lồ và đầy ắp nhân thịt tại Sasebo. Thậm chí có những người tìm đến đây chỉ để thưởng thức món ăn này. Khi thành phố đã lên đèn cũng là lúc những quán bar nhạc Jazz và quán bar của người nước ngoài bắt đầu hoạt động. Bạn có thể cảm nhận không khí ngoại quốc đặc trưng của Sasebo một cách rõ rệt nhất qua các chuyến thăm thú thành phố vào buổi đêm như thế này.

#### Hirado – Thành phố của các thắng cảnh đền chùa và nhà thờ, thể hiện sự giao thoa văn hóa tôn giáo độc đáo giữa Nhật Bản và phương Tây
Thành phố Hirado là nơi có sự hiện diện cùng lúc của cả nền văn hóa Nhật Bản và phương Tây, mang đến cho du khách khung cảnh và bầu không khí mới mẻ, lạ kỳ mà không kém phần quyến rũ. Chỉ cần leo lên con đường dốc đá ven biển, bạn có thể nhìn thấy ngọn tháp và cây thánh giá của "Nhà thờ tưởng niệm Hirado Xavier" trên ngọn đồi gần thành phố, với thấp thoáng xung quanh là mái ngói của những ngôi đền và chùa chiềng, tạo nên một khung cảnh vừa Nhật Bản vừa Tây phương vô cùng đặc sắc.

#### Thành phố Unzen – nơi có khu nghỉ dưỡng suối nước nóng tốt nhất địa phương với phong cảnh ngoạn mục của "địa ngục" Unzen Jigoku
Unzen Onsen là một khu nghỉ mát suối nước nóng đại diện cho tỉnh Nagasaki, vốn phổ biến như một khu nghỉ mát mùa hè dành cho người nước ngoài vào thời Minh Trị. Nơi đây cũng được chỉ định là công viên quốc gia đầu tiên của Nhật Bản vào năm 1934, trở thành khu nghỉ dưỡng tiên phong hàng đầu của Nhật Bản. Những hồ suối nước nóng thoang thoảng mùi lưu huỳnh được bao quanh bởi phong cảnh thiên nhiên bao la tạo nên khung cảnh đẹp tuyệt vời mà bạn khó có thể nào quên. Tại địa danh du lịch trọng yếu của thành phố Unzen có tên gọi "địa ngục Unzen (Unzen Jigoku), bạn sẽ được tham quan hơn 30 hồ suối khoáng nóng mô phỏng hình ảnh của những địa ngục với hơi nóng hừng hục và các cột khói trắng mịt mù trong không khí, dù đáng sợ nhưng cũng không kém phần hùng vĩ.

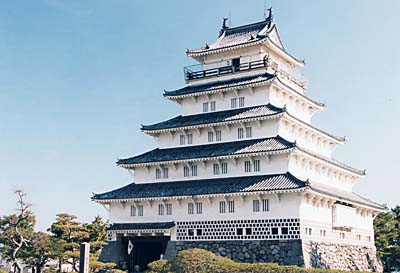
Thành Shimabara ở thành phố Shimabara, Nagasaki

#### Thành phố Simabara – Nơi được mệnh danh là "Thủ phủ nước" với những mạch nước tinh khiết
Từ lâu, thành phố Shimabara đã được thiên nhiên ưu đãi với nguồn nước suối dồi dào và tinh khiết. Với khoảng 60 con suối nằm rải rác khắp thành phố, Shimabara còn được mệnh danh là "Thủ phủ nước". Những con cá chép Nhật Bản Nishikigoi đủ màu sắc thong thả bơi lội trong làn nước trong ngần của những con kênh chảy khắp thành phố cổ kính chính là hình ảnh tiêu biểu nhất khi nhắc đến Shimabara. Một trong những điểm du lịch liên quan đến nguồn nước địa phương này là một khu vườn thượng uyển có tên Shimeiso – nơi tọa lạc của một tòa dinh thự cổ soi bóng xuống hồ nước tuyệt đẹp.

### Văn hóa ẩm thực

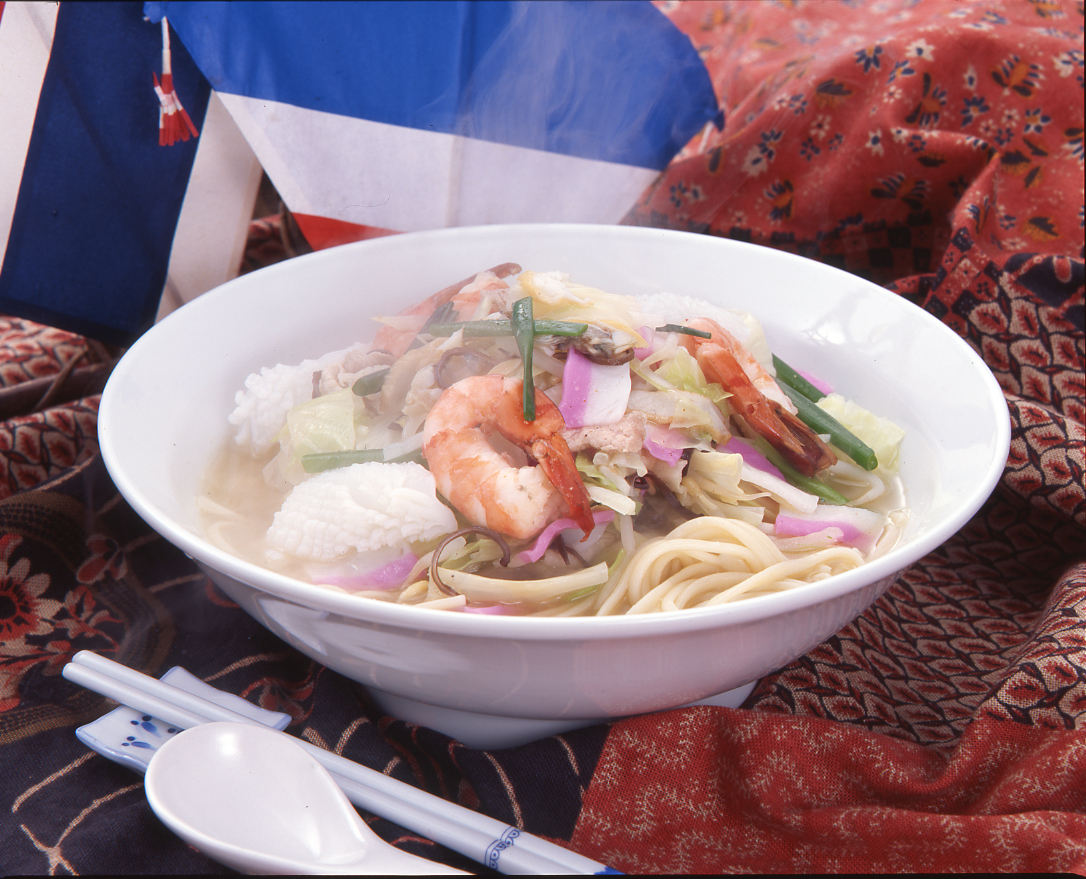
Mì Champon

Tỉnh Nagasaki tự hào với vùng biển có số loài cá được đánh bắt đứng hàng đầu Nhật Bản. Cá tráp, cá sòng, hàu, tôm,... bạn có thể thưởng thức nhiều loại hải sản tươi sống vào mỗi mùa trong năm. Cũng không thể bỏ qua thương hiệu thịt bò Nhật Bản Wagyu của tỉnh Nagasaki, vùng đất được cho là nơi khai sinh của bò Wagyu. Được chăn nuôi trên đồng cỏ giàu khoáng chất, thịt bò Wagyu rất mềm và có hương vị thơm ngon đặc biệt. Mì Champon chính là con đường ngắn nhất đưa bạn đến với ẩm thực Nagasaki. Đây là một trong những đặc sản tiêu biểu của tỉnh, bao gồm mì và nhiều nguyên liệu được thêm vào nước súp đậm đà. Hãy thử món mì Sara Udon với những sợi mì dẹt giòn giòn hoặc sợi mì dày mềm mại được phủ bên trên bởi phần topping phong phú. Ngoài ra, có rất nhiều món ăn địa phương độc đáo chịu ảnh hưởng của văn hóa và phong tục nước ngoài, chẳng hạn như cơm Thổ Nhĩ Kỳ, bít tết chanh (lemon steak) và hamburger Sasebo.